# Třída Amphitrite (1914)
Třída Amphitrite byla třída ponorek francouzského námořnictva. Celkem bylo postaveno osm jednotek této třídy. Francouzské námořnictvo je provozovalo v letech 1915–1935. Za první světové války byla ztracena ponorka Ariane. Ostatní dosloužily do poloviny třicátých let.

## Stavba
Celkem bylo postaveno osm jednotek této třídy. Jejich stavba byla odsouhlasena v programu pro rok 1909. Vyvinuty pod vedením M. Huttera na základě ponorek třídy Brumaire. Do jejich stavby se zapojily loděnice Arsenal de Rochefort v Rochefortu, Arsenal de Cherbourg v Cherbourgu a Arsenal de Toulon v Toulonu. Do služby byly přijaty v letech 1915–1918.
Jednotky třídy Amphitrite:
| Jméno             | Loděnice             | Založení kýlu | Spuštěn            | Vstup do služby | Osud                                                                                  |
| ----------------- | -------------------- | ------------- | ------------------ | --------------- | ------------------------------------------------------------------------------------- |
| Amphitrite (Q094) | Arsenal de Rochefort | 1911          | 9. června 1914     | 1915            | Vyřazena 1935.                                                                        |
| Astrée (Q095)     | Arsenal de Rochefort | 1912          | 6. prosince 1915   | červen 1918     | Vyřazena 1928.                                                                        |
| Artémis (Q096)    | Arsenal de Toulon    | 1911          | 14. října 1914     | 1915            | Vyřazena 1927.                                                                        |
| Aréthuse (Q097)   | Arsenal de Toulon    | 1912          | 20. dubna 1914     | 1916            | Vyřazena 1927.                                                                        |
| Atalante (Q098)   | Arsenal de Toulon    | 1912          | 14. dubna 1915     | 1915            | Vyřazena 1931.                                                                        |
| Amarante (Q099)   | Arsenal de Toulon    | 1912          | 11. listopadu 1915 | září 1918       | Vyřazena 1925.                                                                        |
| Ariane (Q100)     | Arsenal de Cherbourg | 1911          | 5. září 1914       | 1915            | Dne 19. června 1917 poblíž Bizerty torpédována a potopena německou ponorkou SM UC 22. |
| Andromaque (Q101) | Arsenal de Cherbourg | 1912          | 13. února 1915     | 1916            | Vyřazena 1931.                                                                        |

## Konstrukce

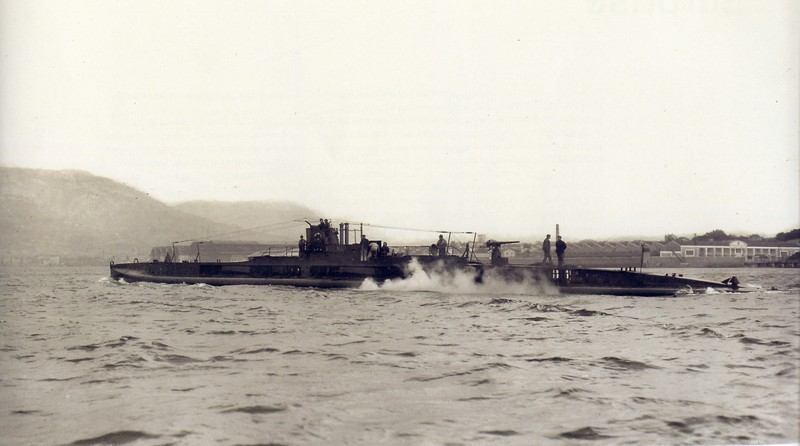
Artémis (Q096)

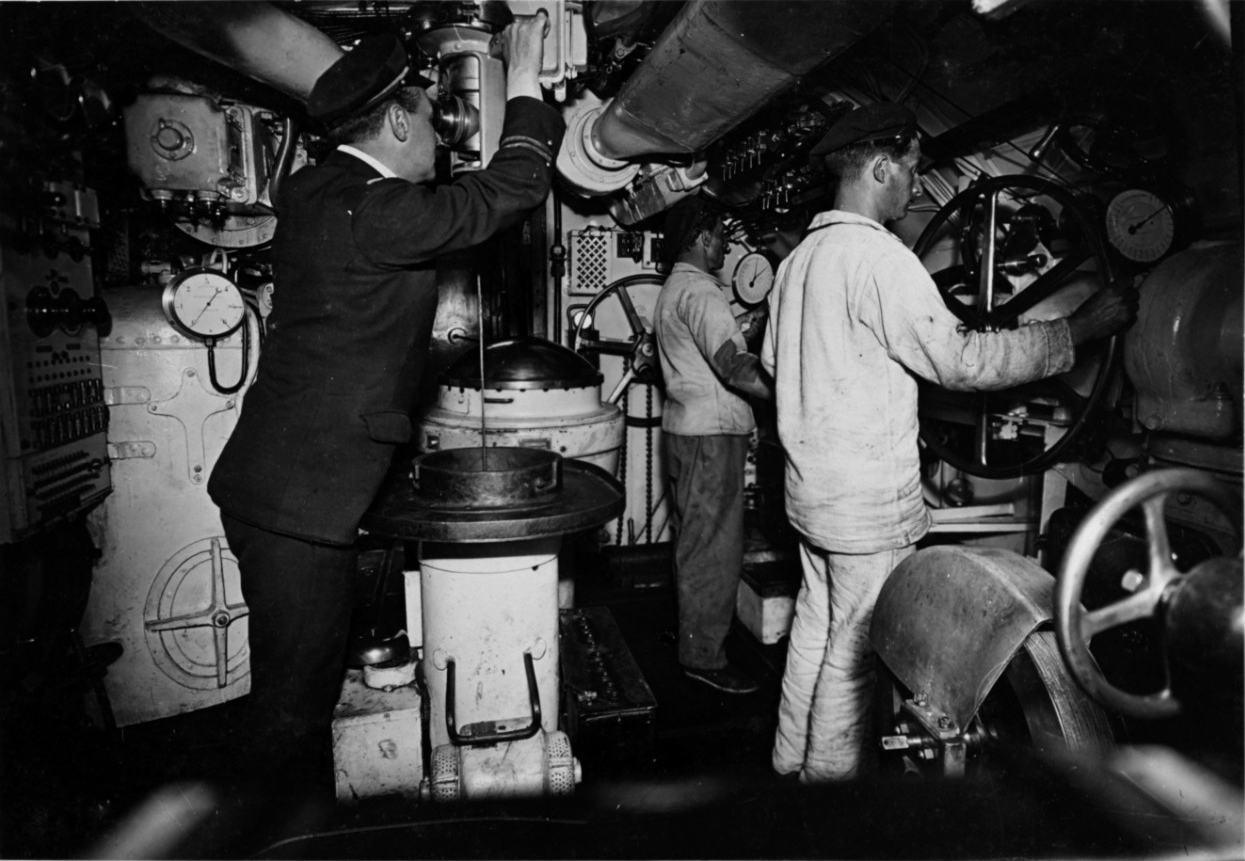
Andromaque (Q101)

Ponorky měly dvouplášťový trup. Nesly osm 450mm torpédometů. Jednotlivé pohony se lišily použitými diesely. Pohonný systém Amphitrite tvořily dva diesely MAN/Schneider o výkonu 800 hp pro plavbu na hladině a dva elektromotory o výkonu 700 hp pro plavbu pod hladinou. Lodní šrouby byly dva. Nejvyšší rychlost dosahovala 12–13 uzlů na hladině a 9,5 uzlu pod hladinou. Dosah byl 1300 námořních mil při rychlosti 10 uzlů na hladině a 100 námořních mil při rychlosti pět uzlů pod hladinou.

### Modifikace
Výzbroj ponorek Amarante a Astrée byly po spuštění odvlečeny do Le Havre a dokončeny jako minonosné ponorky. Jejich výzbroj tvořil jeden 75mm kanón, osm 45Mmm torpédometů a dále miny.